# Johann Blaschek
Johann Karl Blaschek (* 4. Jänner 1913 in Vösendorf; † 12. Dezember 1998 in Verdun), im französischsprachigen Raum auch Jean Charles Blaschek, war ein österreichischer Fußballspieler und -trainer.
Zu Blascheks Spielerstationen gehören neben dem SC Helfort und Wacker Wien die französischen Vereine FC Metz und Le Havre AC, für die Blaschek vor, während und nach dem Zweiten Weltkrieg überwiegend als Abwehrspieler aktiv war. Mit dem FC Metz, der während des Krieges als FV Metz auftrat, nahm er 1941 am Tschammer-Pokal teil und kam dabei unter die besten 16 Mannschaften. Mit einem 0:3 gegen den 1. SV Jena schied man im Achtelfinale aus, Blaschek wurde in dieser Partie als Verteidiger eingesetzt.
Nach Beendigung seiner aktiven Karriere verblieb er in Frankreich und war als Trainer unter anderem beim FC Metz, bei US Piennes und beim Luxemburger Verein Stade Dudelange tätig. Mit den Luxemburgern spielte er in der Saison 1965/66 im Pokal der Landesmeister und schied mit einem Gesamtscore von 0:18 (0:8 bzw. 0:10) gegen Benfica Lissabon in der ersten Runde aus.